# Saint-Alban-en-Montagne
 Saint-Alban-en-Montagne  là một xã ở tỉnh Ardèche, vùng Auvergne-Rhône-Alpes ở đông nam nước Pháp.